# Villemaury
Villemaury est, depuis le 1er janvier 2017, une commune nouvelle française située dans le département d'Eure-et-Loir en région Centre-Val de Loire. Elle résulte de la fusion des anciennes communes de Civry, de Lutz-en-Dunois, d'Ozoir-le-Breuil et de Saint-Cloud-en-Dunois.

## Géographie

### Climat
Pour des articles plus généraux, voir Climat du Centre-Val de Loire et Climat d'Eure-et-Loir.
En 2010, le climat de la commune est de type climat océanique dégradé des plaines du Centre et du Nord, selon une étude du CNRS s'appuyant sur une série de données couvrant la période 1971-2000. En 2020, Météo-France publie une typologie des climats de la France métropolitaine dans laquelle la commune est exposée à un climat océanique altéré et est dans la région climatique Moyenne vallée de la Loire, caractérisée par une bonne insolation (1 850 h/an) et un été peu pluvieux.
Pour la période 1971-2000, la température annuelle moyenne est de 10,9 °C, avec une amplitude thermique annuelle de 15,1 °C. Le cumul annuel moyen de précipitations est de 611 mm, avec 10 jours de précipitations en janvier et 7,2 jours en juillet. Pour la période 1991-2020, la température moyenne annuelle observée sur la station météorologique de Météo-France la plus proche, « Châteaudun », sur la commune de Jallans à 8 km à vol d'oiseau, est de 11,5 °C et le cumul annuel moyen de précipitations est de 603,3 mm,. Pour l'avenir, les paramètres climatiques de la commune estimés pour 2050 selon différents scénarios d'émission de gaz à effet de serre sont consultables sur un site dédié publié par Météo-France en novembre 2022.

## Urbanisme

### Typologie
Au 1er janvier 2024, Villemaury est catégorisée commune rurale à habitat dispersé, selon la nouvelle grille communale de densité à 7 niveaux définie par l'Insee en 2022.
Elle est située hors unité urbaine. Par ailleurs la commune fait partie de l'aire d'attraction de Châteaudun, dont elle est une commune de la couronne,. Cette aire, qui regroupe 25 communes, est catégorisée dans les aires de moins de 50 000 habitants,.

### Risques majeurs
Le territoire de la commune de Villemaury est vulnérable à différents aléas naturels : météorologiques (tempête, orage, neige, grand froid, canicule ou sécheresse), inondations, mouvements de terrains et séisme (sismicité très faible). Il est également exposé à un risque technologique,  le transport de matières dangereuses. Un site publié par le BRGM permet d'évaluer simplement et rapidement les risques d'un bien localisé soit par son adresse soit par le numéro de sa parcelle.

#### Risques naturels
Certaines parties du territoire communal sont susceptibles d’être affectées par le risque d’inondation par débordement de cours d'eau, notamment la Conie. La commune a été reconnue en état de catastrophe naturelle au titre des dommages causés par les inondations et coulées de boue survenues en 1999, 2000, 2002 et 2013,.

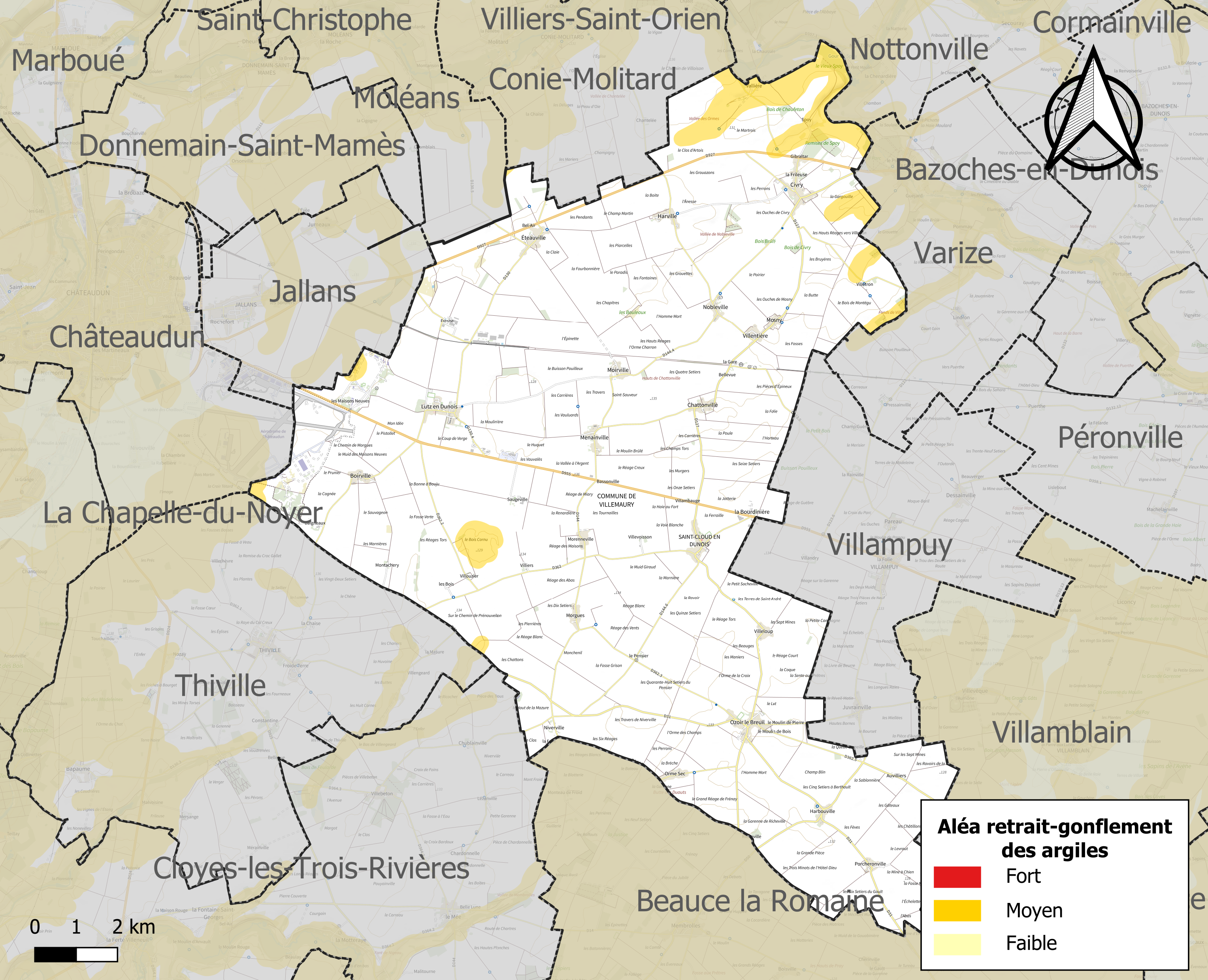
Carte des zones d'aléa retrait-gonflement des sols argileux de Villemaury.

Les mouvements de terrains susceptibles de se produire sur la commune sont des mouvements de sols liés à la présence d'argile, des affaissements et effondrements liés aux cavités souterraines (hors mines) et des effondrements généralisés. L'inventaire national des cavités souterraines permet de localiser celles situées sur la commune.
Le retrait-gonflement des sols argileux est susceptible d'engendrer des dommages importants aux bâtiments en cas d’alternance de périodes de sécheresse et de pluie. 4,5 % de la superficie communale est en aléa moyen ou fort (52,8 % au niveau départemental et 48,5 % au niveau national). Sur les 709 bâtiments dénombrés sur la commune en 2019, 5 sont en aléa moyen ou fort, soit 1 %, à comparer aux 70 % au niveau départemental et 54 % au niveau national. Une cartographie de l'exposition du territoire national au retrait gonflement des sols argileux est disponible sur le site du BRGM,.
Concernant les mouvements de terrains, la commune a été reconnue en état de catastrophe naturelle au titre des dommages causés par des mouvements de terrain en 1999 et 2002.

#### Risques technologiques
Le risque de transport de matières dangereuses sur la commune est lié à sa traversée par des infrastructures routières ou ferroviaires importantes ou la présence d'une canalisation de transport d'hydrocarbures. Un accident se produisant sur de telles infrastructures est en effet susceptible d’avoir des effets graves au bâti ou aux personnes jusqu’à 350 m, selon la nature du matériau transporté. Des dispositions d’urbanisme peuvent être préconisées en conséquence.

## Toponymie
Villemaury et un néo-toponyme, issu de l'ancien nom de la ville déléguée de Saint-Cloud-en-Dunois, attesté sous les formes de Villa Mori vers 1052-1065 ; Villa Mauri en 1166, en 1260, vers 1272 et en 1351 ; doyen de Villemor 1189 ; Villemor dit Saint Cloud en Dunois en 1409 ; Villamauri alias Sanctus Clodoaldus vers 1480 ; Saint Cloud dit Villemort en 1554 ; Saint Cloud en Beausse dit Villemor en 1588, Saint Cloud en 1757 ; Saint Cloud en Dunois depuis le 19 juin 1903.
L'ancien nom Villemor, Villemort, Villemaur provient du latin Villa Mauri / Mori qui, vraisemblablement, est issu d'une forme mérovingienne Mauri Villa, conservé dans le nom d'une famille de Brou, Hugonis de Mori Villa, et au début du XIIe siècle Teodericus de Mauri Villa, qui se rapproche du latin Maurus et du germanique Mor, « sombre »,, et pourrait être traduit par « domaine de Mauri », ou « domaine du Sombre ».

## Histoire

### Époque contemporaine

#### XXesiècle
La commune est née du regroupement des communes de Civry, de Lutz-en-Dunois, d'Ozoir-le-Breuil et de Saint-Cloud-en-Dunois, qui deviennent des communes déléguées, le 1er janvier 2017. Son chef-lieu se situe à Saint-Cloud-en-Dunois.

## Politique et administration
| Nom                           | Code Insee | Intercommunalité                           | Superficie (km2) | Population (dernière pop. légale) | Densité (hab./km2) |
| ----------------------------- | ---------- | ------------------------------------------ | ---------------- | --------------------------------- | ------------------ |
| Saint-Cloud-en-Dunois (siège) | 28330      | Communauté de communes du Grand Châteaudun | 8,78             | 237 (2014)                        | 27                 |
| Civry                         | 28101      | Communauté de communes du Grand Châteaudun | 17,89            | 354 (2014)                        | 20                 |
| Lutz-en-Dunois                | 28224      | Communauté de communes du Grand Châteaudun | 27,48            | 436 (2014)                        | 16                 |
| Ozoir-le-Breuil               | 28295      | Communauté de communes du Grand Châteaudun | 22,30            | 453 (2014)                        | 20                 |

### Liste des maires
| Période          | Période     | Identité         | Étiquette | Qualité       |
| ---------------- | ----------- | ---------------- | --------- | ------------- |
| 1er janvier 2017 | 25 mai 2020 | Philippe Jubault | SE        | Fonctionnaire |
| 25 mai 2020      | En cours    | Jérôme Leclerc   | SE        | Agriculteur   |

## Culture locale et patrimoine

### Lieux et monuments
- Église Saint-Pierre de Lutz-en-Dunois.

Il convient de se reporter également aux articles consacrés aux anciennes communes fusionnées.

### Personnalités liées à la commune
Il convient de se reporter aux articles consacrés aux anciennes communes fusionnées.

### Héraldique
| Blason de Villemaury | Blason  | Écartelé: au 1er de gueules à deux rocs d'échiquier d'or rangés en barre [Civry], au 2e d'or au calvaire du lieu au naturel au pied duquel broche une église de sable et accolé de deux épis de blé tigés et feuillés au naturel [Lutz en Dunois], au 3e d'or à trois fers de moulin de sable rangés en bande [Ozoir le Breuil], au 4e de gueules à sept coquilles d'argent posées 3, 2 et 2 [Saint-Cloud en Dunois]. |
| Blason de Villemaury | Détails | Création Bruno Lebas. Adopté en juin 2017. |